# 高校ラグビー日本代表
高校ラグビー日本代表（こうこうラグビーにほんだいひょう）は、卒業間近の高校3年生で構成されるナショナルチームである。
現在は約1年近くの強化期間を設け、複数回の国内合宿を経て、2月に候補から代表メンバーを選出し、3月に強豪国への海外遠征を行う。国内で海外チームと対戦したことはない。
一方、ほぼ同年齢で構成されるU17日本代表は、国内での夏期合宿を経て、毎年8月下旬に開催される「日・韓・中ジュニア交流競技会」への出場に特化しているナショナルチームである。

## 歴史
1971年、全国高等学校ラグビーフットボール大会50周年の記念事業として初めて海外遠征を行った。
主に、年末年始の全国高等学校ラグビーフットボール大会の後、国内合宿などを経て3月にヨーロッパへの遠征が実施されるほか、夏休み期間を利用して南半球への遠征が行われる。
2002年3月のトンガ遠征では、現地でもまれな高温多湿な気象状況で、1試合を行った後、3試合を残して帰国した。
2003年3月8日から25日まで予定されていたイングランド遠征は、当時アメリカ合衆国・イギリスとイラクの関係が不穏な状況となり、安全確保のため中止された。3月20日にはイラク戦争が勃発した。3月5日、高校日本代表に選ばれた選手の顕彰式を行った。
2020年からの新型コロナウイルス感染症の世界的流行により、2019年度（2020年2月）の強化合宿が途中で中止となり、3月に予定していたウェールズ遠征も中止された。
翌2020年度（2021年1月）には、第100回全国高校ラグビー大会優秀選手30人を選び表彰した。
2021年度（2021年3月）も遠征が行われず、高校日本代表候補エキシビションマッチ「U19 Red Blossoms vs. U19 Blue Blossoms」が行われた。
2022年度（2023年3月）、4年ぶりに海外遠征が再開。3月15日から28日までの日程で、U19アイルランド代表などと対戦した。
2023年度は、2023年5月に第1次候補103名を発表。候補合宿（TIDユースキャンプ）を4回（6月、9月、12月、2024年1月）、2024年2月・3月に国内直前合宿を経て、イタリア遠征を実施。使用ジャージは、シニア日本代表2023年版とほぼ同じ（シニア版にあった「ドラえもんの鈴」のような首のアクセントは無くなった）。
2024年5月16日、2024年度の高校日本代表候補・第1次メンバー108名を発表。監督は桑原立（愛知県立名古屋西高校ラグビー部顧問）が務める。高校日本代表候補合宿として「TIDユースキャンプ」を4回（6月、9月、12月、2025年1月）実施。2025年2月1日に高校日本代表29名を発表し、強化合宿を経て、3月10日からイングランド海外遠征が行われる。
2025年5月30日、2025年度の高校日本代表候補92名を発表。監督は引き続き桑原立が務める。TIDユースキャンプ （高校日本代表候補合宿）を6月と2026年1月に予定。2月に強化合宿、3月に直前合宿の後、遠征を行う。

## メンバー

### 2025年度 高校日本代表候補
- 候補メンバー92名は、日本ラグビーフットボール協会の発表を参照のこと[21]。

## スタッフ
2025年度高校日本代表スタッフ
- 監督：桑原立（愛知県立名古屋西高校ラグビー部顧問）[17]

## 海外遠征と歴代監督
| 回 | 年度 | 遠征期間              | 遠征先                     | 監督       | 監督の所属（当時）           | 遠征レポート・出典・備考                                                                                              |
| -- | ---- | --------------------- | -------------------------- | ---------- | ---------------------------- | --- |
| 1  | 1970 | 1971年3月20日-4月8日  | カナダ                     | 岡仁詩     | 同志社大学監督               | [ 2 ] |
| 2  | 1975 | 1976年3月13日-4月8日  | イングランド               | 宮地克実   | 日本ラグビーフットボール協会 | [ 22 ] [ 23 ] [ 2 ]                                                                                                   |
| 3  | 1977 | 1977年7月24日-8月14日 | オーストラリア             | 石丸克己   | 城北高校監督                 | [ 2 ] |
| 4  | 1978 | 1979年3月12日-4月11日 | イングランド               | 中村誠     | 國學院久我山高校監督         | [ 2 ] |
| 5  | 1979 | 1980年4月2日-5月2日   | ニュージーランド           | 山本巌     | サントリー監督               | [ 2 ] |
| 6  | 1980 | 1981年4月8日-5月3日   | オーストラリア             | 山口良治   | 伏見工業高校監督             | [ 2 ] |
| 7  | 1981 | 1982年3月23日-4月20日 | イングランド               | 山本巌     | サントリー監督               | [ 2 ] |
| 8  | 1982 | 1982年8月21日-9月6日  | カナダ                     | 山本巌     | サントリー監督               | [ 2 ] |
| 9  | 1983 | 1983年8月6日-29日     | ニュージーランド           | 山本巌     | サントリー監督               | [ 2 ] |
| 10 | 1984 | 1985年3月21日-4月23日 | ウェールズ                 | 水谷眞     | リコー監督                   | [ 2 ] |
| 11 | 1985 | 1986年3月18日-4月9日  | アイルランド               | 水谷眞     | リコー監督                   | [ 2 ] |
| 12 | 1986 | 1986年7月21日-8月20日 | ニュージーランド           | 水谷眞     | リコー監督                   | [ 2 ] |
| 13 | 1987 | 1988年3月17日-4月13日 | イングランド               | 荒川博司   | 大阪工業大学高校監督         | [ 2 ] |
| 14 | 1988 | 1989年3月29日-4月17日 | ニュージーランド           | 荒川博司   | 大阪工業大学高校監督         | [ 2 ] |
| 15 | 1989 | 1990年3月18日-4月10日 | スコットランド             | 荒川博司   | 大阪工業大学高校監督         | [ 2 ] |
| 16 | 1990 | 1991年3月10日-30日    | ウェールズ                 | 川村幸治   | 布施工業高校監督             | [ 2 ] |
| 17 | 1991 | 1992年3月9日-31日     | カナダ                     | 川村幸治   | 布施工業高校監督             | [ 2 ] |
| 18 | 1992 | 1993年3月9日-29日     | イングランド               | 勝田隆     | 日本ラグビーフットボール協会 | [ 2 ] |
| 19 | 1993 | 1994年3月23日-4月14日 | ニュージーランド           | 勝田隆     | 日本ラグビーフットボール協会 | [ 2 ] |
| 20 | 1994 | 1995年3月7日-28日     | ウェールズ                 | 勝田隆     | 日本ラグビーフットボール協会 | [ 2 ] |
| 21 | 1995 | 1996年3月1日-28日     | イングランド               | 岩出雅之   | 滋賀県教育委員会             | [ 2 ] |
| 22 | 1996 | 1997年3月6日-25日     | スコットランド             | 清鶴敏也   | 同志社香里高校監督           | [ 2 ] |
| 23 | 1997 | 1998年3月3日-28日     | フランス                   | 清鶴敏也   | 同志社香里高校監督           | [ 2 ] |
| 24 | 1998 | 1998年7月25日-8月9日  | ニュージーランド           | 野上友一   | 大阪工業大学高校監督         | [ 2 ] |
| 25 | 1999 | 2000年3月9日-30日     | ウェールズ・フランス       | 野上友一   | 大阪工業大学高校監督         | [ 2 ] |
| 26 | 2000 | 2001年3月12日-30日    | スコットランド             | 渡辺聡     | 清真学園高校監督             | [ 2 ] |
| 27 | 2001 | 2002年3月10日-24日    | トンガ                     | 塚田朗     | 熊谷工業高校監督             | 異常気温のため3試合を残し帰国                                                                                         |
| 28 | 2002 | 2003年3月8日-25日     | イングランド（中止）       | 高崎利明   | 伏見工業高校監督             | イラク戦争勃発がせまり中止                                                                                            |
| 29 | 2003 | 2003年7月19日-8月6日  | オーストラリア             | 高崎利明   | 伏見工業高校監督             | [ 2 ] |
| 30 | 2004 | 2004年7月21日-8月4日  | ニュージーランド           | 丹野博太   | 仙台育英学園高校監督         | [ 2 ] [ 24 ] [ 25 ] [ 26 ] [ 27 ]                                                                                     |
| 31 | 2005 | 2005年8月3日-8月19日  | オーストラリア             | 田中克己   | 天理高校監督                 | [ 28 ] [ 29 ] [ 30 ] [ 31 ]                                                                                           |
| 32 | 2006 | 2006年7月24日-8月4日  | オーストラリア             | 田中克己   | 天理高校監督                 | [ 32 ] [ 33 ] [ 34 ] [ 35 ]                                                                                           |
| 33 | 2007 | 2007年7月23日-8月6日  | オーストラリア             | 田中克己   | 天理高校監督                 | [ 36 ] [ 37 ] [ 38 ] [ 39 ] [ 40 ]                                                                                    |
| 34 | 2008 | 2009年3月17日-31日    | イングランド               | 高崎利明   | 伏見工業高校監督             | [ 41 ] [ 42 ] [ 43 ] [ 44 ]                                                                                           |
| 35 | 2009 | 2010年3月13日-29日    | フランス                   | 高崎利明   | 伏見工業高校監督             | [ 45 ] [ 46 ] [ 47 ] [ 48 ]                                                                                           |
| 36 | 2010 | 2011年3月13日-29日    | スコットランド・ウェールズ | 松井英幸   | 流通経済大柏高校監督         | [ 49 ] [ 50 ] [ 51 ] [ 52 ]                                                                                           |
| 37 | 2011 | 2012年3月11日-27日    | イタリア・フランス         | 松井英幸   | 流通経済大柏高校監督         | [ 53 ] [ 54 ] [ 55 ] [ 56 ]                                                                                           |
| 38 | 2012 | 2013年3月9日-26日     | イタリア・フランス         | 横田典之   | 深谷高校監督                 | [ 57 ] [ 58 ] [ 59 ] [ 60 ] [ 61 ]                                                                                    |
| 39 | 2013 | 2014年3月9日-22日     | イタリア・フランス         | 横田典之   | 深谷高校監督                 | [ 62 ] [ 63 ] [ 64 ] [ 65 ]                                                                                           |
| 40 | 2014 | 2015年3月12日-27日    | スコットランド・フランス   | 高野進     | 小倉高校監督                 | [ 66 ] [ 67 ] [ 68 ] [ 69 ] [ 70 ] [ 71 ] [ 72 ]                                                                      |
| 41 | 2015 | 2016年3月13日-29日    | スコットランド             | 樋口猛     | 新潟工業高校監督             | [ 73 ] [ 74 ] [ 75 ] [ 76 ] [ 77 ] [ 78 ] [ 79 ]                                                                      |
| 42 | 2016 | 2017年3月12日-27日    | アイルランド               | 樋口猛     | 新潟工業高校監督             | [ 80 ] [ 81 ] [ 82 ] [ 83 ] [ 84 ] [ 85 ] [ 86 ]                                                                      |
| 43 | 2017 | 2018年3月17日-30日    | アイルランド               | 薬師寺利弥 | 光泉高校監督                 | [ 87 ] [ 88 ] [ 89 ] [ 90 ] [ 91 ]                                                                                    |
| 44 | 2018 | 2019年3月17日-28日    | ウェールズ                 | 薬師寺利弥 | 光泉高校監督                 | [ 92 ] [ 93 ] [ 94 ] [ 95 ] [ 96 ]                                                                                    |
| 45 | 2019 | 2020年3月             | ウェールズ（中止）         | 品川英貴   | 長崎北陽台高校監督           | 新型コロナウイルス感染症の世界的流行により 決定していた高校日本代表選手の遠征前の強化合宿を中止。後日、顕彰式を実施。 |
| 46 | 2020 | 2021年1月9日          | 実施せず                   | 品川英貴   | 長崎北陽台高校監督           | 「第100回全国高校ラグビーフットボール大会優秀選手」を30名選出・表彰。                                                 |
| 47 | 2021 | 2022年3月7日          | 実施せず                   | 高橋智也   | 一関工業高校監督             | 高校日本代表候補エキシビションマッチを国内で開催。                                                                    |
| 48 | 2022 | 2023年3月15日-28日    | アイルランド               | 高橋智也   | 一関工業高校監督             | 4年ぶり実施。 |
| 49 | 2023 | 2024年3月14日-27日    | イタリア                   | 高橋智也   | 一関工業高校監督             | [ 108 ] [ 109 ] [ 11 ] [ 110 ] [ 14 ] [ 111 ]                                                                         |
| 50 | 2024 | 2025年3月10日-25日    | イングランド               | 桑原立     | 名古屋西高校ラグビー部顧問   | [ 19 ] [ 20 ] [ 112 ] [ 113 ] [ 114 ] [ 115 ] [ 116 ]                                                                 |
| 51 | 2025 | 2026年3月(予定)       |                            | 桑原立     | 名古屋西高校ラグビー部顧問   | |